# آرماویر (شهر باستانی)
آرماویر (ارمنی: Արմավիր) یک شهر بزرگ تجارتی و پایتخت تاریخی ارمنستان در دوران حکومت دودمان اروندی بود. این شهر در یک کیلومتری غرب روستای آرماویر متعلق به سده ۱۷ام میلادی واقع شده است.

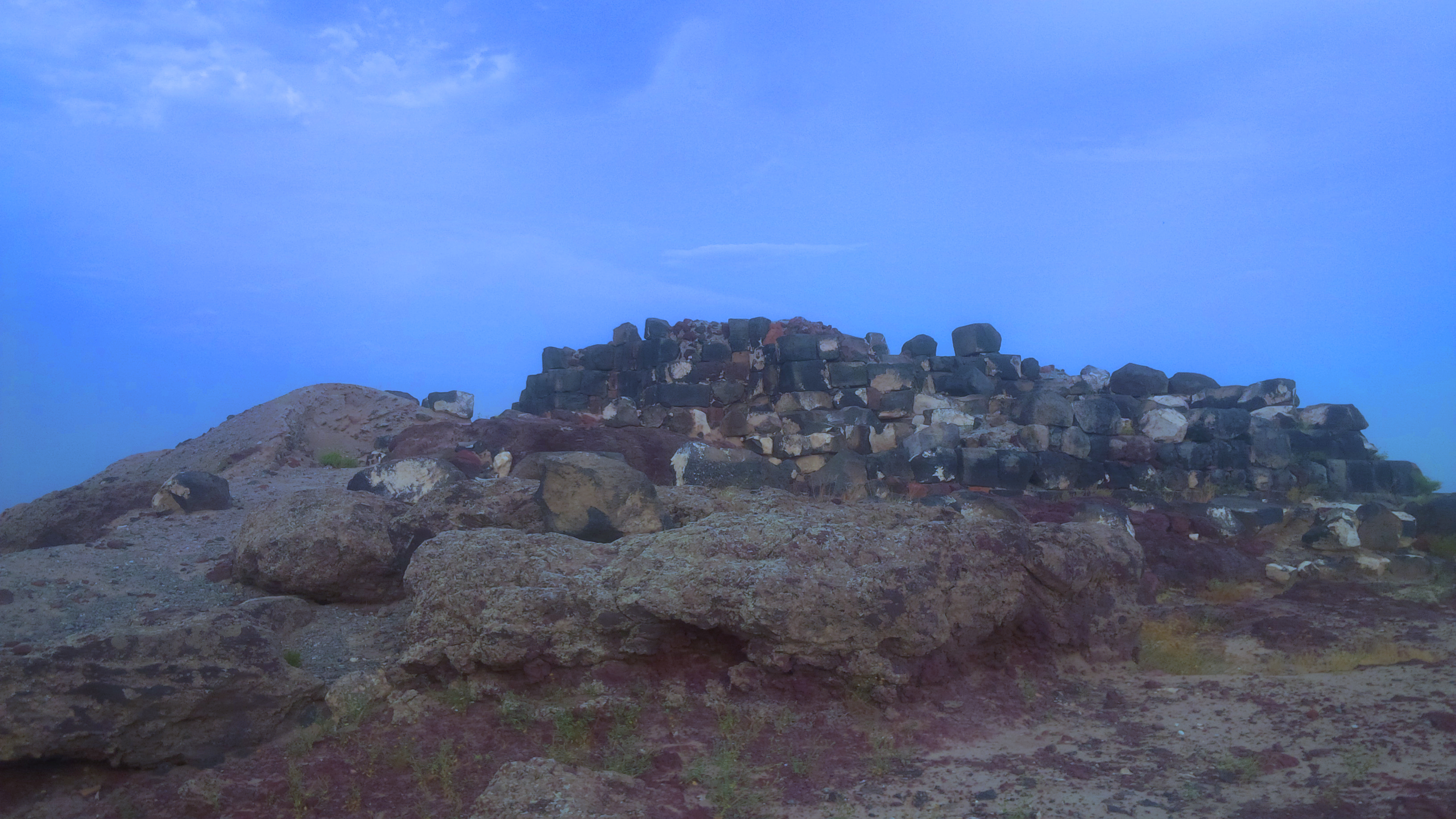